# Wehranlage am Turmbauerkogel
Die Wehranlage am Turmbauerkogel in der Gemeinde Eibiswald in der Steiermark besteht aus den Resten von zwei Motten. Sie wurde vermutlich vor 1265 errichtet und bis in das 15. Jahrhundert genutzt.

## Standort
Die Reste der Wehranlage befinden sich in der zu Eibiswald gehörenden Katastralgemeinde Sterglegg, auf etwa halber Strecke zwischen dem oberen Saggautal und dem Radlpass. Sie stehen dort auf zwei Hügeln, von denen der nördlichere in der Literatur Turmbauerkogel I und der südlichere Turmbauerkogel II genannt wird. Das Gelände zwischen den beiden Hügeln fällt von Norden nach Süden in einer Breite von 25 bis 30 Metern hin in zwei Stufen sanft, nach Osten und Westen hin steil ab und wird heute teilweise landwirtschaftlich genutzt. Es ist kein Mauerwerk mehr sichtbar, wohl aber Geländestufen, die den Bauten der Burg und deren Wirtschaftsgebäuden zugeordnet werden.

## Geschichte
Die Wehranlage wurde wahrscheinlich von Dienstmannen errichtet, die im Raum Eibiswald ein landesfürstliches Amt und Landgericht innehatten. Sie diente vermutlich dem Schutz der damaligen Straße über den Radlpass. Es wird vermutet, dass der historisch nicht nachweisbare Ritter Iwein, der Namensgeber von Eibiswald, auf dem Turmbauerkogel saß. Die Verlegung der Burg an den Ort des Schlosses Eibiswald wird mit der Neugestaltung des Ortes Eibiswald in der Zeit des Königs Ottokar II. Přemysl, der ab 1261 auch Herrscher der Steiermark war, in Verbindung gebracht. Archäologische Funde lassen aber darauf schließen, dass die Anlage noch bis in das 15. Jahrhundert genutzt wurde. Es ist unklar, ob es sich bei der in einer Nachricht aus dem 1294 erwähnten „hovs ze Ibanswalde“ um die Wehranlage oder um das neu errichtete Schloss Eibiswald handelt.
1954 führte das steirische Landesmuseum Joanneum am Turmbauerkogel erste archäologische Untersuchungen durch. Im Jahr 1968 leitete das Institut für Ur- und Frühgeschichte der Universität Wien eine etwa zweiwöchige Grabungskampagne. Bei den Ausgrabungen fanden sich Keramikreste aus dem 13. und 14. Jahrhundert, Eisenteile (Armbrustbolzen und so weiter) und eine steinerne Kanonenkugel.

## Beschreibung
Die Burg wurde als Motte errichtet. Eine frühere Deutung, wonach es sich um einen Platz für kultische Zwecke oder (betreffend die flache Stelle zwischen beiden Hügeln) als den später aufgegebenen Bauplatz für die Eibiswalder Kirche gehandelt haben soll, wurde aufgegeben. Die Nord-Süd ausgerichtete Burganlage hat eine Gesamtlänge von etwa 450 Metern und eine Breite von bis zu 50 Metern. Die Hügel am nördlichen und südlichen Ende der Anlage waren durch Wall und Gräben verstärkt, von denen einige Reste heute noch gut erkennbar sind. Das Gelände zwischen den Hügeln bot einen guten Standort für eine mögliche Vorburg, welche bis heute jedoch nicht archäologisch belegt werden konnte. Es könnten sich dort aber auch Felder und Gärten befunden haben. An den Südseiten der beiden Hügel befindet sich, jeweils vorgelagert, ein etwa 30 Meter langes und 15 bis 20 Meter breites, abgesetztes Areal, in dem sich vermutlich die eigentliche Vorburg befunden hat.

### Motte Turmbauerkogel I
Die ehemalige Motte Turmbauerkogel I befindet sich im nördlichen Teil der Wehranlage auf einer Seehöhe von 490 Metern, als ihr Bau wird ein Holzturm auf steinernem Fundament vermutet.
Der Hügel fällt nach Norden, Osten und Westen hin steil ab und dürfte zumindest teilweise künstlich abgeböscht worden sein. Im Süden befindet sich ein flacher Bereich, der vermutlich der Standort einer Vorburg war und heute vom Bauernhof „Turmbauer“ begrenzt wird. Vor dem Bauernhof befindet sich eine Senkung, bei der es sich um einen aufgefüllten Graben handeln könnte.
Das Plateau der eigentlichen Motte hat eine Grundfläche von etwa 15 × 20 Metern und der Mottenhügel ist rund fünf Meter hoch. Im westlichen Teil befindet sich ein in jüngerer Zeit angelegter Fahrweg und man findet größere Bruch- und Rollsteine, welche auf zerstörte Steinkonstruktionen hinweisen. Zwischen dem nördlichen, östlichen und westlichen Teil des Mottenhügels und dem Rand des Plateaus befindet sich ein 10 bis 14 Meter breiter Geländestreifen. Im Westen wird dieser Streifen von einem Erdwall eingefasst, welcher im Südwesten von dem oben erwähnten Fahrweg durchschnitten wird. Von den restlichen Wallteilen ist nichts erhalten geblieben.

### Motte Turmbauerkogel II
Die ehemalige Motte Turmbauerkogel II befindet sich im südlichen Teil der Wehranlage auf einer Seehöhe von 505 Metern. Sie besteht aus einem Mottenhügel der von einem Wall umgeben ist. Im Süden befindet sich gleich wie bei der Motte am Turmbauerkogel I ein flacher Bereich, der vermutlich der Standort einer Vorburg war. Diese Südmotte hatte einen mehrstöckigen steinernen Turm.
Das Plateau der eigentlichen Motte hat Durchmesser von 15 bis 18 Metern und man findet am Rand noch Mauer- und Mauerausrissreste. Der eigentliche Mottenhügel ist heute rund vier Meter hoch und ist von einem verfüllten Sohlgraben umgeben. Wie die Ausgrabungen im Jahr 1968 zeigten, war dieser Graben früher um rund 1,5 Meter tiefer und wurde vom Hügel um etwa sieben Meter überragt. Der Graben trennt den Mottenhügel von einer durchgehenden Umwallung, welche einen Durchmesser von ungefähr 40 Metern hat. Der steile, östliche Teil der Umwallung ist heute teilweise abgerutscht. Im Süden befand sich ein vorgelagerter Graben, der heute nicht mehr erkennbar ist und archäologisch nachgewiesen wurde. Vom äußeren Abschnittswall im Süden der Anlage ist heute nur mehr eine flache Erhebung, welche den früheren westlichen Teil darstellte, erhalten geblieben.
In den Jahren 1954 und 1968 wurde bei Ausgrabungen ein einen Meter breiter und 54 Meter langer Schnitt durch den gesamten Hügel mit Ausnahme des Standortes der vermutlichen Vorburg gegraben. Dabei wurde die Struktur der Gräben und Wallanlagen, aber nichts über die Bebauung des eigentlichen Mottenhügels bekannt. Es konnten auf Grund früheren Steinraubs keine Steinkonstruktionen rekonstruiert werden. Man geht jedoch davon aus, dass der Hügel früher von einem Holzturm oder von einem, von einer Mauer eingefassten, Steinbau bebaut war.